# Liste von Angehörigen der Hochschule für Musik und Tanz Köln
Dies ist eine Liste von bekannten und bedeutenden Personen, die an der Hochschule für Musik und Tanz Köln und an den ihr angegliederten Abteilungen in Aachen und Wuppertal studiert oder gelehrt haben bzw. derzeit lehren.

## Dozenten
(Stand nach dem Dozentenverzeichnis der HfMT Köln, letzte Version 1/2025)

### Abteilung Aachen
Vollständige Liste der aktuellen Dozenten (Stand 1/2025):
- Anvar Abdikakharov (Korrepetition, Szenischer Gesang) – Marika Asatiani (Korrepetition)
- Simon Bales (Trompete) – Christina Berger (Embodiment, Tanz und Körpertraining) – Jan Böhme (Posaune) – Peter Bortfeld (Korrepetition) – Berthold Botzet (Ltg. Hochschulchor) – Roger Braun (Liedgestaltung) – Thomas Braus (Szenischer Unterricht) – Marlies Buchmann-Bechthold (Fachdidaktik Gesang, Solfège vom-Blatt-Singen)
- Severin von Eckardstein (Klavier, Kammermusik) – Cynthie van Eijden (Tonsatz) – José-Luis Estellés Dasí (Bläserkammermusik)
- Ralph Ficker (Horn) – Andreas Frölich (Klavier, Kammermusik)
- Bernhard Gaube (Korrepetition) – Dieter Gillessen (Musikgeschichte) – Agnieszka Gralak (Harfe)
- Timo Handschuh (Dirigat, Ltg. Hochschulorchester) – Jeremy Hulin (Korrepetition)
- Skerdjano Keraj (Violine, Co-Direktor) – Patrick Kersken (Schlagzeug) – Hyun-Jung Kim-Schweiker (Korrepetition Violoncello) – Tobias Koltun (Korrepetition Gesang) – Claudia Kunz-Eisenlohr (Gesang) – Detmar Kurig (Kontrabass)
- Cloé Laufen (Französisches Liedrepertoir) – Raimund Laufen (Ensemble Gesang, Dirigat, Co-Direktor) – Tobias Lehmann (Szenischer Unterricht) – Ye Gyeong Lim (Violine)
- Katja Milic (Korrepetition Violine) – Thomas Moore (Interpretations- und Aufführungspraxis Neue Musik) – Volodymyr Mykytka (Viola)
- Keiko Nakayama (Holzbläser) – Nadja Nevolovitsch (Violine, Co-Direktorin) – Raimund Nolte (Gesang)
- Thomas Piffka (Gesang) – Johannes Poth (Cembalo, Generalbass)
- Johannes Quint (Tonsatz, Komposition)
- Gabriele Rech (Szenischer Unterricht, Geschäftsführende Direktorin) – Matthias Rein (Korrepetition Gesang) – Ivan Ruzhentsov (Korrepetition)
- Laurentiu Sbarcea (Violoncelle) – Sebastian Schärr (Alexander-Technik) – Christoph Schneider (Klarinette) – Hans-Christian Schweiker (Cello) – Dennis Stadtmann (Musiktheorie, Tonsatz, Gehörbildung)
- Eva Maria Thiébaud (Querflöte, Piccolo)
- Maria Tuulikki Vahervuo (Alexandertechnik) – Ruth Voellmi (Sprecherziehung)
- Christine Wehler (Deutsch für Ausländer)
- Keita Yamamoto (Oboe) – Anna Yarovaya (Korrepetition Instrumental)
- Valentino Zucchiatti (Fagott)

### Zentrale Köln
Vollständige Liste der aktuellen Dozenten (Stand 1/2025):
- Wolfgang Abendroth (Orgel) – Dmitry Ablogin (Fortepiano) – Thomas Adamsky (Bass-Klarinette) – Urban Agnas (Trompete) –  Joonas Ahonen (Neue Klaviermusik) – Rie Akamatsu (Korrepetition) – Grigory Alumyan (Violoncelle) – Eleni Anastasiadou (Korrepetition) – Patricia de Andrade Cruz (Portugiesisch) – David Andres (Fachdidaktik Bass/E-Bass) – Natalia Ardila-Mantilla (Instrumental- und Gesangspädagogik, Prodekanin) – Sheila Arnold (Klavier) – Patricio Arroyo-Lesuisse (Gesang) – Zeynep Artun-Kircher (Korrepetition Horn) – Thomas Aydintan (Liedgestaltung)
- Eva Bächli (Szenisches Spiel) – Jang Eun Bae-Gauthier (Korrepetition Saxophon) – Shannon Barnett (Jazz-Posaune) – Christoph Barth (Instrumentaldidaktik, Yoga) – Douglas Bateman (Movement-Researche, Tanz) – Heidi Bayer (Ensembleleitung) – Mathieu Bech (Korrepetition, Tanz) – Dirk Bechtel (Schulpraktische Studien) – Katharina Becker (Ensembleleitung) – Barbara Beckmann (vokale und instrumentale Improvisation) – Michael Beil (Elektronische Komposition) – Cristian Beldi (Klavierkammermusik) – Anette Berg (Coaching) – Matthias Bergmann (Jazz-Trompete) – David Bergmüller (Kammermusik) – Marja van den Berk (Bühnenpräsenz, Selfmarketing) – Annachiara Berra (Coaching) – Kevin Beyer (Ballett für zeitgenössische Tänzer) – Fabian Bien (Schulpraktische Studien) – Bernhard Blitsch (Partiturspiel, Generalbass) – Susanne Blumenthal (Ensemblepraxis Neue Musik) – Eva-Maria Blumschein-Cepl (Fachdidaktik Harfe) – Dagmar Boecker (Sprecherziehung, Stimmbildung) – Timo Böcking (Klavier) – Banu Böke (Sprecherziehung, szenisches Spiel) – Winfried Bönig (Orgel, kath. Kirchenmusik) – Cosmin Boeru (Klavier) – Boglarka Börcsök (Tanz) – Astrid Bolay (Tonsatz, Musiktheorie) –  Michael Borgstede (Cembalo, Co-Rektor) – Marina Bouza (Korrepetition Tanz) – Claudia Braubach (Alexander-Technik) – Christopher Brauckmann (Dirigat, Kirchenmusik) – Lioba Braun (Gesang) – Dorothee Broichhausen (Klavier) – Christian Brunnert (Violoncello) – Matthias Buchholz (Viola) – Philip van Buren (Korrepetition Bläser) – Jonas Burgwinkel (Jazz-Schlagzeug) – Jan Burkhardt (Zeitgenössischer Tanz) – Hanno Busch (Gitarre, Jazz, Pop) – Sandra Busch (Erziehungswissenschaften) – Pauline Buss (Psychologie) – Valentine Buttard (Klavier) – Evelyn Buyken (Musikwissenschaft) – Stefanie Buyken-Hölker (Projekt Musikschule für Alle)
- Breno Caetano (Zeitgenössischer Tanz) – Ricardo Caraceni (Violine) – Thomas Carroll (Violoncello) – Julian Caskel (Historische Musikwissenschaft) – Kristin Catalan-Medina (Musikvermittlung) – Claudia Chan (Klavier) – Andria Chang (Violine) – Ye-Eun Choi  (Violine) – Tilmann Claus (Tonsatz, Musiktheorie, Rektor)
- Ariadne Daskalakis (Violine, Co-Rektorin) – Jemima Rose Dean (Ballet) – Marlies Debacker (Klavier, Jazz) – Yumi Deger (Fagott) – Susanne Dickhaut (Pilates) – Gerhard Dierig (Viola) – Andreas Durban (Szenischer Grundunterricht, Ariendarstellung)
- Jörg Ebrecht (Musikwissenschaft) – Eike Ecker (Szenische Etüden) – Masako Eguchi (Korrepetition Klavier) – Jonas Ehmer (Liedbegleitung, Improvisation) – Anette von Eichel (Jazz, Gesang, Dekanin) – Ulrich Eisenlohr (Liedgestaltung) – Soetkin Elbers (Barockgestik) – Ville Enckelmann (Klavierauszugspiel) – Thomas Enselein (Tonsatz, Gehörbildung) – Dorothea Eppendorf (Klavier, Prodekanin) – Tanja Erhart (Tanzvermittlung) – Xiomara Excalona (Fachdidaktik)
- Jörg Falk (Fachdidaktik Gitarre) – Sabine Falter (Gesang) – Andranik Fatalov (Musiktheorie, Tonsatz, Gehörbildung) – Ulrich Flad (Posaune) – Hinrich Franck (Jazzpiano, Combo) – Jürgen Friedrich (Jazz-Klavier) – Dietmar Fuhr (Jazz-Kontrabass) – Kurt Fuhrmann (Fachdidaktik)
- Alfonso Garrido (Percussion, Bandcouaching) – Daniel Gauthier (Saxophon) – Toni Michael Ming-Geiger (Kammermusik Lied) – Laurenz Gemmer (Liedbegleitung, Improvisation) – Uta Christina Georg (Gesang) – Jennifer Gerdts (Production) – Anne-Sarah Gibson (Gesang) – Jeanette Gier-Monger (Violoncello) – Anna Goeke (Coaching Chor) – Stephan Görg (Klavier, Improvisation) – Marius Goldhammer (E-Bass, Pop) – Sebastian Gottschick (Violine) – Sebastian Gramss (Kontrabass) – Frank Gratkowski (Saxophon, Klarinette) – Thomas Greifenberg (Schulpraktische Studien) – Ingeborg Greiner (Gesang, Prodekanin) – Martin Griebl (Trompete) – Ian Alexander Griffiths (Englisch für Jazz, Pop) – Anastasia Grishutina (Liedgestaltung) – Robert Gronzel (Kontrabass) – Paulo Guimaraes Alvarez (Klavier, Improvisation) – Richard Gwilt (Barockvioline, Viola)
- Andreas Haderer (Jazz-Trompete) – Mirella Hagen (Gesang) – Nina Hänel (Tanzvermittlung, Prodekanin) – Peter Hänsch (Schlagzeug) –Pascal Hahn (Arrangement, Lehramt) – Gerald Hambitzer (Fortepiano) – Roger Hanschel (Saxophon) – Sarah Hansen (Fachdidaktik) – Yvonne Hardt (Tanzwissenschaft, Choreographie) – Anne Hartkamp (Jazz-Gesang) – Ruth Hartmann (Gesang) – Johannes Hartogh (Erziehungswissenschaften) – Ute Hasenauer-Ramirez (Violine, Prodekanin, Leiterin Pre-college) – Megumi Hashiba (Klavier, Korrepetition) – Frank Haunschild (Jazz-Gitarre) – Tobias Hebbelmann (LIP) – Tanja Heesen (Blattsingen) – Hanna Heinmaa (Korrepetition) – Klaus Heiwolt (Tonsatz, Gehörbildung) – Florian Helgath (Chorleitung) – Susanna Yoko Henkel (Violine) – Engelbert Hennes (Partiturspiel, Generalbass) – Klara Hens (Chorleitung Popmusik) – Ulrich Hermann (Fagott) – Julia Heutling (Klavier) – Christof Hilger (Klarinette) – Anja Hirvikallio (Kinetographie) – Gudrun Höbold (Violine) – Benedikt Hölker (Schulpraktische Studien) – Roland Höppner (Schlagzeug) – Johanna Hörmann (Wissenschaftliche Mitarbeiterin) – Mario Hoff (Gesang) – Florian Hollerweger (Digitale Innovation) – Julia Honer (Tanzvermittlung) – Christian Peter Hopkins (Jazz-Combo) – Barbara Hornberger (Musikwissenschaft Poptheorie) – Winnie Huang (Künstlerische Forschung) – Ulrich Hübner (Horn) – Philipp Humburg (Gitarre)
- Kazue Ikeda (Zeitgenössischer Tanz) – Kojiro Imada (Zeitgenössischer Tanz) – Nihat Imam (Musikpädagogik) – Stefan Irmer (Liedgestaltung, Prodekan) – Ryoko Ishii (Gehörbildung) – Elnara Ismailova (Korrepetition) – Denis Ivanov (Korrepetition Gesang, szenischer Unterricht)
- Arnold Jacobshagen (Musikwissenschaft) – Thorsten Janicke (Violine) – Salim Javaid (Musiktheorie) – Knuth Jerxsen (Percussion, Korrepetition) – Christian Jeub (Ensemble) – Lea Jung (Musikwissenschaft)
- Hubert Käppel (Gitarre) – Anikó Kanthak (Songwriting) – Jalusha Kapoor (Violine) – Johanna Kasperowitsch (Wissenschaftliche Mitarbeiterin) – Rose Kaufmann (Violine) – Philipp Keck (LIP, Gitarre) – Hanna Keßeler (Tanz, Körpertraining, Embodiment) – André Kielbik (Liturgie) – Seo Won Kim (Violine) – Young-Ah Kim (Korrepetition Gesang) – Sunhee Kim-Nußbeck (Kontrabass, Violine) – Daniel Kirchmann (Chordirigat) – Florian Kirner (Trompete) – Niels Klein (Jazz, Prodekan) – Leonhard Klimpke (Korrepetition Cembalo) – Oliver Kloeter (Szenischer Unterricht) – Leoni F. Koch (Musikwissenschaft) – Monica Kodato (Klassischer Tanz) – Ayaka Kodoi (Korrepetition) – Siegfried Koepf (Jazz, Komposition) – Johannes Köppl (Tonsatz, Musiktheorie, Dekan) – Tobias Krampen (Liedgestaltung) – Jens Kratzenberg (LIP) – Beate Kraus (Musikwissenschaft) – Mareile Krumbholz (Orgel, ev. Kirchenmusik) – Norbert Krämer (Schlagzeug) – Otto Maria Krämer (Lit. Orgelspiel, Improvisation) – Stephan Kümmeler (Generalbass, Partiturspiel) – Christoph Kuhlmann (Fachdidaktik Orgel) – Robert Kulek (Klavierkammermusik) – Mio Kurihara-Wippich (Korrepetition Posaune, Trompete) – Agnieszka Kus (Fachdidaktik)
- Timo Landen (Klavier) – Alison Lander-Büscher (Korrepetition Violine) – Robert Landfermann (Jazz, Kontrabass) – Xavier Larsson-Paez (Saxophon Ensemble) – Nenad Lecic (Korrepetition Klarinette) – Huyn Jung Lee (Korrepetition) – Jin Young Lee (Korrepetition) – Jörg Lehnardt (Gitarre) – Boris Leisenheimer (Assistenz) – Georg Leiße (Korrepetition Gesang, Opernschule) – Anja Leu (Fachdidaktik EMP) – Marion Leuschner (Konzertpädagogik) – Margita Linde (Korrepetition) – Axel Lindner (Fachdidaktik Ensemble) – Brigitte Lindner (Gesang, Dekanin) – Martin Lindsay (Gesang) – Han-An Liu (Harfe) – Monika Löffelholz (Tanzmedizin) – Wolf-Hendrik Löschner (Schulpraktische Studien) – Geza Lücker (Klavier) – Agata Lukasiewicz (Korrepetition) Camille van Lunen (Improvisation)
- Richard Mailänder (Liturgiegesang) – Ralph Manno (Klarinette, Dekan) – Nitsan Margaliot (Rekonstruktion Tanz) – Roman Markelov (Assistenz Gauthier) – Mihaela Martin-Helmerson (Violine) – Claudio Martínez Mehner (Klavier) – Michael Maurissen (Zeitgenössischer Tanz) – Eva Mayerhofer (Jazz-Geang, Pop) – Thierry Mechler (Orgel) – Sabine Meine (Musikwissenschaft, Prodekanin) – Renis Mendossa (Korrepetition) – Ulrich Menke (Orchesterleitung) – Eberhard Metternich (Chorleitung, Dirigat) – Joerg Meuther (Stimmphysiologie) – Claudia Meyer (Elementare Musikpädagogik) – René Michaelsen (Jazzgeschichte) – Matthias Minnich (Gesang) – Chikashi Mijama (Musiksoftware) – Margit Molitor-Gold (Klavier) – Robin Moll (Musiktheorie, Tonsatz, Gehörbildung) – Johannes Moser (Violoncelle, Pre-college) – Angelika Moths (Historische Musikwissenschaft) – Camila Moukarzel Ortega (Querflöte) – Bruno Müller (Jazz-Gitarre) – Kai Hinrich Müller (Historische Musikwissenschaft) – Matthias Müller (Theorie Popmusik, Dekan Aachen) – Oskar Münchgesang (Fagott) – Brigitta Muntendorf (Instrumentale Komposition)
- Yoo-Chang Nah (Gesang) – Alexandra Naumann (Jazz, Gesang) – Hans Neuhoff (Systemische Musikwissenschaft) – Henning Neuser (Jazz, Gesang) – Michaela Niederhagen (Körpertraining) – Alexander Niehues (Orgelkunde) – Monika Niemann (Gesang, Stimmbildung, Tanz) – Anne Niessen (Musikpädagogik, Dekanin) – Rainer Nonnenmann (Musikwissenschaft, Neue Musik) – Hubert Nuss (Jazz-Klavier)
- Asmund Perssonn Odegaard (Komposition) – Falko Oesterle (Pauke, Schlagzeug) – Joscha Oetz (Fachdidaktik Ensemble) – Chie Ogata (Korrepetition Trompete, Posaune) – Hyon Joo Oh (Kontrabass, Kammermusik) – Yulia Okruashvili (Korrepetition) – Denis Olejak (Klavier) – Daniel Oliveira de Pinho (Musiktheorie, Tonsatz, Gehörbildung) – Germana Olivieri (Italienisch) – Oxana Omelchuk (Komposition) – Gertraud Ottinger (Liedgestaltung) – Mikhail Ovrutsky (Violine)
- Narendra Patil (Zeitgenössische tanzkünstlerische Praxis) – Jochen Paule (Fachdidaktik Blechbläser) – Nevana Pejcic (Ensembleleitung Bigband) – Frank-Manuel Peter (Tanzwissenschaft) – Gerhard Peters (Violine) – Nicolai Pfeffer (Klarinette) – Theresia Philipp (Saxophon, Jazz) – André Pires Sequeira de Abreu (Tanzvermittlung) – Jonathan Podmore (Production) – Gideon Poppe (Gesang) – Sebastian Pott (Musikwissenschaft) – Daniel Pottgüter (LIP, Klavier) – Sebastian Pottmeier (Saxophon) – Zeljka Preksavec (Szenischer Unterricht) – Sandra Przybylski (Musikpädagogik) – Bernd Puschmann (Korrepetition Streicher)
- David Bryson Quiggle  (Kammermusik Streicher)
- Boris Radulović (Klavier) – Benjamin Ramirez (Biografiekunde) – Kira Ratner (Violine, Violoncello) – Michael Reif (Chor- und Orchesterleitung) – Annette Reifig (Korrepetition) – Thilo Reinhardt (Szenischer Unterricht) – Frank Reinshagen (Jazz-Komposition, Arrangement) – Astrid Rempel (Bewegungslehre) – Gabriele Reuter (Tanzvermittlung) – Robbin Reza (Korrepetition Holzbläser, Saxophon) – Eleonora Reznik (Korrepetition Gesang) – Johann Rindberger (Wagnertuba, Horn) – Johanna Petra Risse (Konzertpädagogik) – Thibaud Robinne (Barocktrompete) – Philip Roesler (Korrepetition) – Florian Ross (Jazz-Klavier, Komposition) – Klaus Roth (Korrepetition Gesang) – Dirk Rothbrust (Schlagzeug) – Chiara Rousseau-Siehoff (Liedbegleitung, Improvisation) – Stefan Rütter (Korrepetition Gesang) – Alexander Rumpf (Orchesterdirigat, Dekan) – Anze Rupnik (Saxophon) – David Rynkowski (Gesang Jazz/Pop)
- Takahiko Sakamaki (Korrepetition Alte Musik) – Anh Trung Sam (Liedgestaltung) – Adriana Sanchez (Klavier) – Vera Sander (Zeitgenössischer Tanz) – Koroy Berat Sari (Liedbegleitung) – Jérémy Sassano (Assistenz Wetzel) – Birgit Scheefe (Pilates) – Leonard Schelb (Traversflöte) – Constanze Schellow (Tanzwissenschaft und -vermittlung) – Stephan Scheuss (Gitarre, Songwriting, Ensemble) – Johannes Schild (Tonsatz) – Sabine Anni Schmid (Fachdidaktik) – André Schmidt (Gitarre, Jazz-Harmonielehre) – Thomas Schmidt (Evangelische Kirchenmusik) – Christoph Schnackertz (Liedgestaltung) – Susanne Schneider (Jazz-Geesang Pop) – Andreas Schnermann (Klavier) – Hilko Schomerus (Percussion, Drumset) – Susanne Schrage (Historische Musikwissenschaften) – Jori Schulze-Reimpell (Korrepetition) – Monica Schumacher (Fagott) – Katharina Schutzius (Klavierdidaktik) – Miriam Schönewolf (Fachdidaktik Violine/Viola) – Anna Schürmer (Musikwissenschaft) – Melanie Schüssler (Kinderchorleitung) – Veit Peter Schüßler (Kontrabass) – Jeanne Seguin (Französisch) – Benjamin Seipel (Liedimprovisation) – Bernhard Selbach (Bodypercussion) – Julia Selcinskaite-Ebbertz (Klavier) – Jenifer Seubel (Querflöte) – Pete Seul (kath. Liturgie) – Angelika Sheridan (Improvisation, Didaktik) – Junko Shioda (Korrepetition Klarinette und Trompete) – Bettina Simon (Barockoboe) – Katelyn Skelley (Ballet, Zeitgenössischer Tanz) – Robert Smith (historisches Cello und Viola da Gamba) – Emanuele Soavi (Ballet für zeitgenössischen Tanz) – Philip Sobecki (Musiktheorie, Tonsatz) – Erik Sohn (Dirigat) – Lea Sohn (Ensembleleitung) – Hendrik Soll (Jazz-/Popklavier) – Young Kyung Song (Korrepetition) – Gregor Sonnenberg (Band- und Ensemblepraxis) – Zuzanna Sosnowska (Violoncello) – Anthony Spiri (Klavierkammermusik) – Veronique Spiteri (Tanz) – Raimonds Spogis (Gesang) – Miroslav Srnka (Instrumentale Komposition) – Sebastian Sternal (Jazz-Trompete) – Mathis Stier (Fagott) – Angelika Stockmann (Dispokinesis) – Christine Stöger (Musikpädagogik) – Theo Strauch (Bühnencoaching) – Detlef Strüwe (Jazz-Klavier) – Richard Stumpf (Korrepetition) – Dominik Sustek (Orgel)
- Flavio Tabarrini (Klassischer Tanz) – Simin Tander (Jazz-Gesang) – Carlos Tarcha (Schlagzeug, Pauke) – Andrea Tenhagen (Unterrichtsstudien) – Ani Ter-Martirosyan (Korrepetition Harfe) – Gunther Tiedemann (Streicher Bigband) – christian Tölle (Tonsatz) – Arcadi Triboi (Klavier) – Maxine Troglauer (Musikpädagogik) – Vera Trottenburg (Musikpädagogik) – Janning Truman (Professionalisierung) – Meri Tschabaschvili (Korrepetition Streicher) – Minori Tsujiyama (Fagott)
- Catalina Valencia Vivas (Künstlerische Ensemblearbeit) – Claudius Valk (Jazz-Saxophon, Jazz-Ensemble) – Peter Veale (Oboe) – Francesco Vecchione (Ballet für zeitgenössischen Tanz) – Benjamin Velsinger (Klavier, Jazz) – Alexander Vesper (Schlagzeug) – Gerhard Vielhaber (Klavier-Kammermusik) – Corinna Vogel (Musikpädagogik, Tanz)
- Christoph Maria Wagner (Korrepetition, Partiturspiel, Generalbass) – Susanne Waldhausen (Sprecherziehung) – Ansgar Wallenhorst (Orgelkunde) – Thomas Wansing (Korrepetition Tanz) – Thadeus Watson (Flöte) – Julia Weber (Musikpädagogik) – Stephan E. Wehr (Prodekan, Musikalische Leitung, Musiktheater) – Raik Weidemann (Musiktheorie, Tonsatz, Hörbildung) – Michael Weiger (Korrepetition, Dirigat) – Nicolas Weigl (Klavier) – Alexander Weikmann (Sprecherziehung) – Max-Walter Weise (Sprecherziehung) – Torsten Wenz (Schlagzeug) – Burkhard Karl Wepner (Tonsatz) – Kai Wessel (Gesang) – Christian Wetzel (Oboe, Prodekan) – Sonja Wiedebusch (Violine) – Arne Willimczik (Dirigieren) – Andreas J. Winkler (Musiktheorie, Tonsatz, Gehörbildung) – Robert Winn (Querflöte) – Andreas Winnen (Orchesterleitung) – David Witsch (Intonationshören) – Kerstin de Witt (Querflöte) – Patrick Alexander Witte (Begleitkolloquium) – Eike Wittrock (Tanzwissenschaften) – Thomas Wormitt (Bläser)
- Fan Yang (Korrepetition) – Hanyoung Yoo (Korrepetition Gesang) – Qiming Yuan (Tonsatz, Prodekan) – Han Lin Yun (Korrepetition)
- Paul van Zelm (Horn, Dekan) – Alexander Zemtzov (Viola) – Dong Zhou (Komposition und Technologie) – Georgios Ziavras (Korrepetition) – Alexander Zolotarev (Klavier) – Sigal Zouk (Tanzkünslerische Praxis) – Florian Zwißler (Improvisation)

### Abteilung Wuppertal
Vollständige Liste der aktuellen Dozenten (Stand 1/2025):
- Yaeko Albrecht (Gehörbildung, Tonsatz, Musiktheorie) – Salome Amend (Ensemblepraxis Neue Musik, Stilistische Erweiterung/Improvisation)
- Roman Babik (Arrangement) – Dörte Bald (Sprecherziehung) – Agnes Bickelhaupt (Fachdidaktik Violine und Viola) – Manuel Bilz (Oboe) – Lukas Böhm (Schlagzeug) –  Dorothea Brandt (Gesang) – Ingo Buth (Klavier)
- Kemal Capraz (Maqam) – Heather Cottrell (Orchesterliteraturspiel) – Julia Cramer (Chorleitung Jazz)
- Angela Davis (Gesang) – Ulrich Deppe (Korrepetition Gesang) – Werner Dickel (Viola, Co-Direktor) – Kerstin Dill (Kammermusik)
- Jan Ehnes (Klavier, Korrepetition)
- Michael Foyle (Violine) – Susanne Fromme (Bewegung und Tanz)
- Sören Golz (Gitarre, Korrepetition)
- Mathias Haus (Schlagwerk und Komposition) – Annette von Hehn (Violine) – Jan-Hendrik Hermann (Pop-Musik) – Carmen Heß (Instrumental- und Gesangspädagogik) – Melanie Hilker  (Musikpädagogik) – Annika Hinsche (Mandoline) – Carsten Hoffmann (Horn)
- Susanne Imhof (Violine)
- Shuri Kageyama (Korrepetition) – David Kiefer (Tonsatz) – Wolfgang Kläsener (Kammerchor) – Goran Krivokapic (Gitarre, Prodekan) – Hilde Kuhlmann (Ensembleleitung)
- Caterina Lichtenberg (Mandoline)
- Annette Maye (Stilistische Erweiterung) – Florence Millet (Klavier, Geschäftsführende Direktorin) – Jeannette Mozos del Campo (Fachdidaktik Mandoline) – Fabian Müller (Klavier)
- Nora Niggeling-Neumann (Embodiment Dispokinesis)
- Dirk Peppel (Querflöte, Co-Direktorin) – Jee-Young Phillips (Klavier, Korrepetition, Kammermusik) – Alexander Puliaev (Cembalo, Alte Musik, Kammermusik) – Miroslaw Pyschny (Schlagzeug)
- Michael Rafalczyk (Stilistik) – Gerhard Reichenbach (Gitarre, Prodekan) – Barbara Rucha (Ensembleleitung, Co-Direktorin)
- Angela Scaglione (Italienisch) – Irmgard Schaller (Embodiment Alexandertechnik) – Michael Schmidt (Klarinette) – Denis Schmitz (Gitarre) – Yuka Schneider (Korrepetition Klavier) – Uli Schneider (Kontrabass) – Gabriel Schwabe (Violoncello, Precollege, Prodekan) – Stefanie Schwimmbeck (Musik, Bewegung, Tanz) – Benedikt Seel (Fagott) – Sarah Semke (Musikpädagogik) – Stefanie Siebers (Sprecherziehung) – Ulrike Siebler (Piccoloflöte) – Elizaveta Solovey (Mandoline) – Peter Stuhec (Posaune)
- Tanja Tismar (Liedgestaltung)
- Eri Uchino (Korrepetition)
- Bruno Ventocilla (Cello)
- Hellen Weiß (Violine) – Matthias Wierig (Liedgestaltung)
- Nico Zipp (Tasteninstrumente) – Ulrich Zippelius (Korrepetition)

## Ehemalige Dozenten(mit Wikipedia-Artikeln)

### A
- András Adorján (* 1944), Abteilung Köln, Flöte, Kammermusik
- Pierre-Laurent Aimard (* 1957), Klavier
- Wolfgang Auler (1904–1986), Abt. Köln, Orgel
- Roberto Aussel (* 1954), Abtl. Köln, Gitarre

### B
- Rüdiger Baldauf (* 1961), Abt. Aachen, Jazztrompete
- Martin Bambauer (* 1970), Abt. Köln, Liturgisches Orgelspiel
- Clarence Barlow (1945–2023), Abt. Köln, Computermusik
- Jürg Baur (1918–2010), Abt. Köln, Komposition
- Erling Blöndal Bengtsson (1932–2013), Abt. Köln, Cello
- Volker Blumenthaler (* 1951), Abt. Köln, Komposition
- Heinrich Boell (1890–1947), Abt. Köln, Direktor der Abteilung für evangelische Kirchenmusik
- Winfried Bönig (* 1959), Abt. Köln, Orgel, Improvisation
- Karl-Heinz Böttner (* 20. Jahrhundert), Abt. Köln, klassische Gitarre
- Harald Bojé (1934–1999), Abt. Wuppertal, Klavier, Neue Musik
- Norbert Brainin (1923–2005), Abt. Köln, Viola
- Michael Braunfels (1917–2015), Abt. Köln, Klavier und Komposition
- Walter Braunfels (1882–1954), Abt. Köln, Komposition, Direktor 1925 und 1947
- Wolfgang Bretschneider (1941–2021), Abt. Köln, Liturgik und Kirchenmusik
- Zakhar Bron (* 1947), Abt. Köln, Violine
- Rainer Brüninghaus (* 1949), Abt. Köln, Jazzpiano und Combo
- Martin Bruns (* 1960), Abt. Aachen, Gesang
- Malte Burba (* 1957), Abt. Köln, Jazzmusik
- Glen Buschmann (1928–1995), Abt. Köln, Leiter Jazzseminar

### C
- Christoph Caskel (1932–2023), Abt. Köln, Schlagzeug
- Keith Copeland (1946–2015), Abt. Köln, Jazzschlagzeug
- Marcus Creed (* 1951), Abt. Köln, Leitung Hochschulchor, Dirigat

### D
- Peter Dahm (1877–1947), Abt. Köln, Klavier
- Thomas Daniel (Musikwissenschaftler) (* 1949), Abt. Köln, Tonsatz
- Christiane Dénes (1984–2008), Abt. Aachen, Querflöte
- Enrique Díaz, chilenischer Jazzbassist
- Peter Dicke (* 1956), Abt. Köln, Orgelimprovisation
- Peter Dijkstra (* 1978), Abt. Köln, Chordirigat
- Berten D’Hollander, Abt. Köln, Querflöte
- Bill Dobbins (* 1947), Abt. Köln, Leiter der Jazz-Abteilung
- Joachim Dorfmüller (* 1938), Abt. Köln, Orgel, evangelische Kirchenmusik

### E
- Kurt Edelhagen (1920–1982), Abt. Köln, Jazz
- Dirk Edelhoff (* 1963), Abt. Köln, Jazzgitarre
- Carl Ehrenberg (1878–1962), Abt. Köln, Komposition
- Herbert Eimert (1897–1972), Abt. Köln, Komposition, elektronische Musik
- Max von Einem (* 1986), Abt. Köln, Jazzposaune
- Bram Eldering (1865–1943), Abt. Köln, Violine
- Wolfgang Engstfeld (1950–2023), Abt. Köln, Saxophon, Jazz
- Péter Eötvös (1944–2024), Abt. Köln, Komposition
- Paul Esterházy (* 1955), Abt. Aachen, Musiktheater

### F
- Eliot Fisk (* 1954), Abt. Köln, Gitarre
- Günter Fork (1930–1998), Abt. Köln, Musiktheorie
- Maurits Frank (1892–1959), Abt. Köln, Cello und Kammermusik
- Henning Frederichs (1936–2003), Abt. Köln, Kirchenmusik, Chor- und Orchesterleitung
- Anna Freeman (* 1954), Abt. Aachen, moderne und historische Trompete, Bläserkammermusik
- Johannes Fritsch (1941–2010), Abt. Köln, Komposition
- Dietmar Fuhr (* 1964), Abt. Köln, Jazzkontrabass

### G
- Edith Gabry (1927–2012), Abt. Köln, Gesang
- Clemens Ganz (1935–2023), Orgel, Abt. Köln, Chorleitung
- Walter Georgii (1887–1967), Abt. Köln, Klavier und Kammermusik
- Massimo Gerardi (* 1966), Abt. Köln, zeitgenössischer Tanz
- Klaus Germann (1941–1983), Abt. Köln, Orgel
- André Gertler (1907–1998), Abt. Köln, Violine
- Pavel Gililov (* 1950), Abt. Köln, Klavier
- Andreas Gillmann (* 1963), Abt. Wuppertal, Schlagzeug
- Vinko Globokar (* 1934), Abt. Köln, Posaune
- Johannes Geffert (* 1951), Abt. Köln, Orgel, Improvisation
- Herbert Görtz (* 1955), Abt. Aachen, Dekan, Geschäftsführender Direktor, Hochschulorchester Aachen
- Ulla Graf-Nobis (1939–2016), Abt. Aachen, Pianistin
- Frank Gratkowski (* 1963), Abt. Köln, Klarinette und Saxophon
- Gerhard Grimpe (1928–1985), Abt. Köln, Improvisation
- Friedrich Grützmacher (1866–1919), Abt. Köln, Cello
- Michael Gustorff (* 1958), Abt. Köln, Jazzvioline, -viola, -violoncello
- Wolfgang Güttler (1945–2022), Abt. Köln, Kontrabass

### H
- Hans Werner Henze (1926–2012), Abt. Köln, Komposition
- Christoph Hilger (* 1961), Abt. Köln, Operngesang
- Walter Hilgers (* 1959), Abt. Aachen, Tuba
- Hajo Hoffmann (1958–2015), Abt. Köln, Jazzvioline
- Günther Höller (1937–2016), Abt. Köln, Blockflöte
- York Höller (* 1944), Abt. Köln, Komposition
- Johannes Hömberg, Abt. Köln, Chorleitung, Tonsatz
- Michael Hoppe (* 1966), Abt. Aachen, Tonsatz
- Margareta Hürholz (* 1954), Abt. Köln, Orgel
- Hans Hulverscheidt (1908–1988), Abt. Köln, Orgel- und Glockenkunde, Gehörbildung und Partiturspiel
- Hans Ulrich Humpert (1940–2010), Abt. Köln, elektronische Musik

### J
- Hans Jander (1930–2011), Abt. Köln, Klavier
- Friedrich Jaecker (* 1950), Abt. Köln, Tonsatz
- Philipp Jarnach (1892–1982), Abt. Köln, Trompete
- Harald Jers (* 1972), Abt. Köln, Chorleitung
- Wilfried Jochims (1936–2024), Abt. Köln, Gesang, Prorektor
- Konrad Junghänel (* 1953), At. Köln, Laute

### K
- Mauricio Kagel (1931–2008), Abt. Köln, Musiktheater
- Karl Kaufhold (1922–2015), Abt. Köln, Klavier, Oratorium
- Günter Kehr (1920–1989), Abt. Köln, Kammermusik
- Hans Klotz (1900–1987), Abt. Köln, Kirchenmusik
- Georg Klütsch (1951–2023), Abt. Köln, Fagott und Kammermusik
- Hartmut Klug (1928–2019), Abt. Köln, Klavier
- Siegfried Köhler (1923–2017), Abt. Köln, Opernschule
- Erika Köth (1925–1989), Abt. Köln, Gesang
- Alfons Kontarsky (1932–2010), Abt. Köln, Klavier
- Aloys Kontarsky (1931–2017), Abt. Köln, Klavier
- Johannes Martin Kränzle (* 1962), Abt. Köln, Gesang
- Karel Krautgartner (1922–1982), Abt. Köln, Jazzmusik und -kompositionen
- Dieter Kreidler (* 1943), Abt. Wuppertal, Gitarre
- Gustav Adolf Krieg (* 1948), Abt. Köln, Orgel, Hymnologie, Liturgik, Musikgeschichte
- Erwin Kuckertz (1924–2015), Abt. Köln, Klavierdidaktik, Klavier

### L
- Phillip Langshaw, Abt. Köln, Gesang
- Reinhard Leisenheimer (1939–2014), Abt. Köln, Gesang
- Heinrich Lemacher (1891–1966), Abt. Köln, Komposition, Musikgeschichte, Musiktheorie
- Wolf-Eberhard von Lewinski (1927–2003), Abt. Köln, Musikkritik, vergleichende Interpretationskunde
- Henner Leyhe (1947–2017), Abt. Köln, Gesang
- Heinrich Lindlar (1912–2009), Abt. Köln, Musikwissenschaft
- Rainer Linke (* 1950), Abt. Köln, Jazzkontrabass
- Gregor Linßen (* 1966), Abt. Köln, Neues geistliches Lied
- Vassily Lobanov (* 1947), Abt. Köln, Klavier
- Ludger Lohmann (* 1954), Abt. Köln, Orgel
- Andreas Lonardoni (1956–2018), Abt. Köln, E-Bass
- Heinz Martin Lonquich (1937–2014), Abt. Köln, Repetition
- Günter Ludwig (1931–2022), Abt. Köln, Klavier
- Hans Lüdemann (* 1961), Abt. Köln, Jazzklavier und Ensembles
- Michael Luig (1950–2014), Abt. Köln, Orchesterdirigat
- Viktor Lukas (* 1931), Abt. Köln, Orgel
- Peter Michael Lynen (1948–2022), Abt. Köln, Kunstmanagement

### M
- Franzjosef Maier (1925–2014), Abt. Köln, Violine
- Wilhelm Maler (1902–1976), Abt. Köln, Musiktheorie
- Eddy Marron (1938–2013), Abt. Köln, Jazzgitarre
- Wolfgang Marschner (1926–2020), Abt. Köln, Violine, Komposition
- Heinz Marten (1908–1991), Abt. Köln, Gesang
- Frank Martin (1890–1974), Abt. Köln, Komposition
- Horst Meinardus (* 1941), Abt. Köln, Opernchorschule
- Andreas Meisner (* 1959), Abt. Köln, Orgel, Chorleitung
- Walter Mengler (1952–2016), Abt. Köln, Fachdidaktik
- Julia Menz (1901–1944), Abt. Köln, Klavier, Cembalo
- Josef Metternich (1915–2005), Abt. Köln, Gesang
- Krzysztof Meyer (* 1943), Abt. Köln, Komposition
- Wolfgang Meyer-Tormin (1911–1988), Abt. Aachen, Musiktheorie
- Johannes Mölders (1881–1943), Abt. Köln, Kirchenmusik
- Kurt Moll (1938–2017), Abt. Köln, Gesang
- Edda Moser (* 1938), Abt. Köln, Gesang
- Franz Müller-Heuser (1932–2010), Abt. Köln, Gesang
- Thomas Müller-Pering (* 1958), Abt. Aachen, deutscher Gitarrist

### N
- Franz Willy Neugebauer (1904–1975), Abt. Köln, Trompete
- Peter Neumann (* 1940), Abt. Köln, Orgel
- Werner Neumann (* 1964), Abt. Köln, Jazzgitarre
- Michael Niesemann (* 1960), Abt. Köln, Oboe und Blockflöte
- Herbert Nobis (* 1941), Komposition, Abt. Aachen, 1991 bis 1999 Dekan der Abteilung Aachen

### O
- Holmrike Oesterhelt-Leiser (* 1943), Abt. Köln, Rhythmik/Musik und Bewegung
- Elmar Ottenthal (* 1951), Abt. Aachen, Opernklasse
- Igor Ozim (1931–2024), Abt. Köln, Violine

### P
- Siegfried Palm (1927–2005), Abt. Köln, von 1972 bis 1976 Direktor, Cello
- Eugen Papst (1886–1956), Abt. Köln, Dirigat
- Massimo Paris (1953–2025), Abt. Aachen, Viola, Kammermusik, Orchesterliteratur
- Erich Penzel (* 1930), Abt. Köln, Horn
- Boris Mironowitsch Pergamenschtschikow (1948–2004), Abt. Köln, Cello
- Winfried Pesch (1928–2006), Abt. Wuppertal, Orgel
- Kurt Peters (1915–1996), Bühnentanz
- Monica Pick-Hieronimi (* 1943), Abt. Köln, Gesang
- Chen Pi-hsien (* 1950), Abt. Köln, Klavier
- Karl Hermann Pillney (1896–1980), Abt. Köln, Klavier
- Josef Protschka (* 1944), Abt. Aachen, Gesang, 2002–2009 Rektor der Abt. Aachen

### R
- Günter Raphael (1903–1960), Abt. Köln, Komposition
- Bernd Redmann (* 1965), Abt. Köln, Tonsatz und Improvisation
- Susanne Rode-Breymann (* 1958), Abt. Köln, Historische Musikwissenschaft
- Jan-Hendrik Rootering (* 1950), Abt. Köln, Gesang
- Max Rostal (1905–1991), Abt. Köln, Bratsche, Violine
- Hugo Ruf (1925–1999), Abt. Köln, Cembalo
- Peter-Christoph Runge (1933–2010), Abt. Aachen, Gesang
- Klaus Runze (* 1930), Abt. Köln, Klavierpädagogik, Improvisation

### S
- Wolfgang Sawallisch (1923–2013), Abt. Köln, Dirigat
- Ingeborg Scheerer, Abt. Wuppertal, Violine, Kammermusik
- Ilja Scheps (* 1956), Abt. Aachen, Klavier
- Heinrich Schiff (1951–2016), Abt. Köln, Cello
- Fritz Schieri (1922–2009), Abt. Köln, Musiktheorie, Chorleitung
- Barbara Schlick (* 1943), Abt. Wuppertal, Gesang
- Ingo Schmitt (1933–2020), Abt. Wuppertal, Komposition, Gründungsdekan
- Else Schmitz-Gohr (1901–1987), Abt. Köln, Klavier
- Michael Schneider (1909–1994), Abt. Köln, Orgel, evangelische Kirchenmusik
- Johannes Schöllhorn (* 1962), Abt. Köln, Komposition
- Manfred Schoof (* 1936), Abt. Köln, Trompete, Jazzgeschichte
- Rainer Schottstädt (1951–2016), Abt. Köln, Fagott, Orchesterliteraturspiel für Holzbläser und Hörner
- Hermann Schroeder (1904–1984), Abt. Köln, Tonsatz, Dirigat, Formenlehre und Musikgeschichte
- Robert Schunk (* 1948), Abt. Köln, Gesang
- Gerhard Schwarz (1902–1995), Abt. Köln, Improvisation
- Dieter Schweikard (* 1942), Abt. Aachen, Gesang
- Otto Siegl (1896–1978), Abt. Köln, Komposition
- Noam Sheriff (1935–2018), Abt. Köln, Instrumentation
- Paul Shigihara (* 1955), Abt. Köln, Jazzgitarre
- Hans Sotin (* 1939), Abt. Köln, Gesang
- Heiner Spicker (1931–2020), Abt. Köln, Viola da Gamba
- Marianne Steffen-Wittek (* 1952), Abt. Köln, Jazz
- Karlheinz Stockhausen (1928–2007), Abt. Köln, Komposition
- Wolfgang Stockmeier (1931–2015), Abt. Köln, Musiktheorie, Orgel
- Wilhelm Stross (1907–1966), Abt. Köln, Violine
- Klaus Storck (1928–2011), Abt. Köln, Violoncello

### T
- Antoine Tamestit (* 1979), Abt. Köln, Bratsche
- John Taylor (1942–2015), Abt. Köln, Jazzklavier
- Jürgen Terhag, Abt. Köln, Musikpädagogik
- Wiktor Wiktorowitsch Tretjakow (* 1946), Abt. Köln, Violine und Dirigat

### V
- Michael Vaiman, Abt. Aachen, Violine, Kammermusik
- Alja Velkaverh, Abt. Aachen, Querflöte
- Alex Vesper (* 1967), Abt. Köln, Schlagzeug, Pop

### W
- Volker Wangenheim (1928–2014), Abt. Köln, Komposition, Chorleitung
- Karl Wesseler (1929–2010); Abt. Köln, Komposition, Musikwissenschaft
- Johannes Weigand (* 1966), Abt. Wuppertal, szenischer Unterricht
- Jiggs Whigham (* 1943), Abt. Köln, Jazzposaune
- Heiner Wiberny (* 1944), Abt. Köln, Jazzsaxophon
- Marga Wilden-Hüsgen (* 1942), Abt. Wuppertal, Mandoline
- Christian Winninghoff (* 1971), Abt. Köln, Trompete
- Frank Wunsch (* 1945), Abt. Köln, Jazzklavier, Fachdidaktik

### Z
- Karl-Heinz Zarius (* 1941), Abt. Wuppertal, Allgemeine Musikerziehung
- Bernd Alois Zimmermann (1918–1970), Abt. Köln, Komposition
- Manfredo Zimmermann (* 1952), Abt. Wuppertal, Blockflöte, Traversflöte, Kammermusik und Aufführungspraxis Alter Musik

## Ehemalige Studenten

### A
- Henrik Albrecht (* 1969), deutscher Komponist mit Schwerpunkt Hörspielmusik
- Sigrid Althoff, deutsche Pianistin
- Theo Altmeyer (1931–2007), deutscher Sänger
- Maria de Alvear (* 1960), spanische Komponistin und Interpretin zeitgenössischer Musik
- Antonis Anissegos (* 1970), griechischer Komponist und Pianist
- Peter Autschbach (* 1961), Gitarrist, Komponist und Lehrbuchautor

### B
- Peer Baierlein (* 1972), deutscher Trompeter
- Reinhold Bartel (1926–1996), deutscher Opernsänger
- Clarence Barlow (1945–2023), internationaler Komponist
- Robert Bartha (* 1969), deutsch-ungarischer Komponist und Musikproduzent
- Herwig Barthes (* 1971), deutscher Jazztrompeter und Hornist
- Carola Bauckholt (* 1959), deutsche Komponistin und Musikverlegerin
- Jürg Baur (1918–2010), deutscher Komponist
- Klaus Becker (1953–2024), deutscher Oboist und Hochschullehrer
- Heribert Beissel (1933–2021), deutscher Dirigent
- Robert Beyer (1901–1989), deutscher Tonmeister und Komponist
- Elke Mascha Blankenburg (1943–2013), deutsche Kirchenmusikerin, Dirigentin und Musikhistorikerin
- Volker Blumenthaler (* 1951), deutscher Komponist
- Alfred Böckmann (1905–1995), deutscher Komponist und Hochschullehrer
- Jürgen Böhme (* 1955), deutscher Kirchenmusiker und Dirigent
- Christian Bollmann (* 1949), deutscher Jazztrompeter und Obertonsänger
- Detlev Bork (* 1967), deutscher Gitarrist
- Jochen Bosak (1940–2011), deutscher Jazzpianist
- Till Brönner (* 1971), deutscher Jazz-Trompeter, Sänger und Komponist
- Dirk Brossé (* 1960), belgischer Komponist und Dirigent
- Heinz Burum (1905–1989), deutscher Trompeter und Hochschullehrer

### C
- Johannes Cernota (* 1955), deutscher Pianist und Komponist
- Paulo C. Chagas (* 1953), brasilianischer Komponist
- Vladlen Chernomor (* 1978), usbekischer Violinist
- Daniel Chorzempa (1944–2023), US-amerikanischer Organist
- Dorothea Chryst (* 1940), deutsche Sängerin
- Ulrich Cordes (* 1980), deutscher Tenor

### D
- Ulla van Daelen (* 1962), deutsche Harfenistin und Komponistin
- Ingolf Dahl (1912–1970), US-amerikanischer Komponist, Dirigent und Pianist
- Michael Dahmen (* 1981), Opern- und Konzertsänger
- Udo Dahmen (* 1951), deutscher Schlagzeuger
- Wilfried Maria Danner (* 1956), deutscher Komponist
- Michael Dartsch (* 1964), deutscher Violinist und Musikpädagoge
- Roswitha Dasch (* 1963), deutsche Klezmer-Musikerin
- Friedhelm Deis (1930–2008), deutscher Schulmusiker
- Michael Denhoff (* 1955), deutscher Komponist und Cellist
- Kerstin Descher, deutsche Opern- und Konzertsängerin
- Peter Dijkstra (* 1978), niederländischer Dirigent
- Ana Mirabela Dina (* 1976), rumänische Pianistin
- Axel Dörner (* 1964), deutscher Jazztrompeter und Komponist
- Joachim Dorfmüller (* 1938), deutscher Musikpädagoge
- Rudi von der Dovenmühle (1920–2000), deutscher Schlagerkomponist
- Sascha Dragićević (* 1969), deutscher Komponist
- Oliver Drechsel (* 1973), deutscher Komponist und Pianist
- Clemens Dreyer (* 1958), deutscher Musiker (Schlagzeug, Vibraphon) und Publizist

### E
- Søren Nils Eichberg (* 1973), deutsch-dänischer Komponist und Dirigent
- Bernd Enders (* 1947), deutscher Musikwissenschaftler
- Vridolin Enxing (* 1950), deutscher Komponist
- Christoph Eschenbach (* 1940), deutscher Pianist und Dirigent
- Jung Eun-shin (* 1976), südkoreanische Komponistin
- Grete Eweler (1899–?), deutsche Geigerin

### F
- Dieter Falk (* 1959), deutscher Musikproduzent
- Herbert Fandel (* 1964), deutscher Pianist
- Achim Fiedler (* 1965), deutscher Violinist und Dirigent
- Annette Focks (* 1964), deutsche Komponistin für Filmmusik
- Hubertus Franzen (* 1934), deutscher Kirchenmusiker und Kulturmanager
- Jürgen Friedrich (* 1970), deutscher Jazzpianist
- Christina Fuchs (* 1963), deutsche Jazzmusikerin
- Peter Fulda (* 1968), deutscher Jazz-Pianist

### G
- Sebastian Gahler (* 1978), deutscher Jazzpianist und -komponist
- Michael Gassmann (* 1966), deutscher Musikwissenschaftler, Organist und Chefdramaturg
- Klaus der Geiger (* 1940), Violinist, Liedermacher und Straßenmusikant
- Laia Genc (* 1978), deutsche Jazzpianistin
- Otto Gerdes (1920–1989), deutscher Dirigent und Musikproduzent
- Fritz Christian Gerhard (1911–1993), deutscher Musikpädagoge und Komponist
- Alexander Gilman (* 1982), deutscher Geiger russisch-jüdischer Herkunft
- Will Glahé (1902–1989), deutscher Akkordeonist, Komponist und Bandleader
- Werner Wolf Glaser (1913–2006), schwedischer Komponist und Kunsthistoriker
- Reinhard Goebel (* 1952), deutscher Violinist und Dirigent
- Michel Gonneville (* 1950), kanadischer Komponist
- Dieter Gorny (* 1953), deutscher Musiker und Medienmanager
- Valentin Gregor (* 1963), deutscher Jazzviolinist und Komponist
- Carola Grey (* 1968), deutsche Schlagzeugerin
- Gerd Grochowski (1956–2017), deutscher Opernsänger

### H
- Bernhard Haas (* 1964), deutscher Organist
- Frithjof Haas (1922–2013), deutscher Musikwissenschaftler
- Dorothée Hahne (* 1966), deutsche Komponistin
- Georg Hajdu (* 1960), deutsch-ungarischer Komponist
- Roger Hanschel (* 1964), deutscher Saxophonist
- Jakob Hansonis deutscher Filmkomponist
- Anja Harteros (* 1972), deutsche Sopranistin
- Anselm Hartmann (* 1959), deutscher Pianist und Hochschullehrer
- Volker Hartung (* 1955), Bratschist und Dirigent
- Friederike Haufe, deutsche Pianistin
- Raymund Havenith (1947–1993), deutscher Pianist und Hochschullehrer
- Thomas Heberer (* 1965), deutscher Jazztrompeter und Keyboarder
- Stefan Heidtmann (* 1958), deutscher Jazzmusiker
- Heinz-Albert Heindrichs (1930–2021), deutscher Musiktheoretiker
- Volker Heinze (* 1962), deutscher Jazzbassist
- Ingmar Heller (* 1967), deutscher Jazzbassist
- Jörn Peter Hiekel (* 1963), deutscher Kontrabassist und Musikwissenschaftler
- Inga Hilsberg (* 1972), deutsche Dirigentin
- Samanta Hinz (* 1992), deutsche Tänzerin und Schauspielerin
- Paul Höffer (1895–1949), deutscher Komponist, Rektor einer Musikhochschule und Olympiasieger 1936
- Ulf Hoelscher (* 1942), deutscher Violinist und Musikpädagoge
- Ilse Hollweg (1922–1990), deutsche Sopranistin
- Friedrich Höricke (* 1963), deutscher Pianist und Komponist
- Rudi Horstmann (1922–2004), deutscher Sänger, Komiker und Schauspieler
- Werner Hucks (* 1962), deutscher Jazzgitarrist
- Alex Hug (* 1943), Schweizer Kirchenmusiker
- Annette Humpe (* 1950), deutsche Popsängerin und Musikproduzentin
- Engelbert Humperdinck (1854–1921), deutscher Komponist
- Christiane Hutcap deutsche Geigerin und Musikprofessorin

### I
- Helmut Imig (* 1941), deutscher Dirigent

### J
- Raymond Janssen, niederländischer Pianist und Dirigent
- Dirko Juchem (* 1961), deutscher Jazzmusiker
- Elsa Jülich (1886–1964), deutsche Opernsängerin
- Gerhard Jussenhoven (1911–2006), deutscher Komponist und Musikverleger

### K
- Günter Kärner (* 1933), deutscher Kirchenmusiker und Komponist
- Wilhelm Kaiser-Lindemann (1940–2010), deutscher Komponist und Hornist
- Johannes Kalitzke (* 1959), deutscher Komponist und Dirigent
- Wolfgang Karius (* 1943), deutscher Kirchenmusikdirektor
- Tobias Kassung (* 1977), deutscher klassischer Gitarrist, Gründer des Kölner Klassik Ensemble
- Davorin Kempf (1947–2022), deutscher Komponist, Pianist und Musikwissenschaftler
- Arnold Kempkens (1923–2001), deutscher Komponist und Dirigent
- Susanne Kessel (* 1970), deutsche Pianistin
- Peter Kiefer (* 1961), deutscher Komponist und Klangkünstler
- Michael Klaukien (* 1974), deutscher Musikproduzent und Filmkomponist
- Niels Klein (* 1978), deutscher Jazzmusiker
- Stella Kleindienst (1950–2019), deutsche Opernsängerin
- Hanns Kleinertz (1905–1989), deutscher Komponist, Dirigent und Musikpädagoge
- Ernst Klusen (1909–1988), deutscher Komponist und Musikwissenschaftler
- Karlrobert Kreiten (1916–1943), deutsch-niederländischer Pianist
- Bernward Koch (* 1957), deutscher Musiker und Komponist
- Nicolas Koeckert (* 1979), deutscher Violinist
- Frank Köllges (1952–2012), deutscher Jazz-Perkussionist, Komponist und Performancekünstler
- Gottfried Michael Koenig (1926–2021), deutscher Komponist
- Wolfgang König, (* 1947), deutscher Musicalkomponist und Dirigent
- Frederik Köster (* 1977), deutscher Jazzmusiker
- Marcus Kretzer (* 1965), deutscher Pianist
- Georg Kröll (* 1934), deutscher Pianist und Komponist
- Hans Kulla (1910–1956), deutscher Komponist und Kirchenmusiker
- Hellen Kwon (* 1961), südkoreanische Sopranistin

### L
- Marko Lackner (* 1972), österreichischer Jazz-Komponist, Arrangeur und Sopransaxophonist
- Christian Lampert (* 1967), deutscher Hornist und Hochschullehrer
- Jon Laukvik (* 1952), norwegischer Organist und Musikprofessor
- Mario Lavista (1943–2021), mexikanischer Komponist
- Anne LeBaron (* 1953), US-amerikanische Harfenistin
- Thomas Lehn (* 1958), deutscher Tonmeister
- Bruno Leicht (* 1962), deutscher Jazztrompeter und Komponist
- Heinz Lengersdorf (* 1966), deutscher Pianist
- Jörg Lengersdorf (* 1973), Violinist und Rundfunkmoderator
- Günter Lesche (* 1932), deutscher Konzertsänger (Bariton)
- Ulrich Leyendecker (1946–2018), deutscher Komponist
- Hartmut Lindemann (* 1953), deutscher Bratschist und Hochschullehrer
- Tamara Lukasheva (* 1988), ukrainische Jazzsängerin und Komponistin
- Andy Lumpp (* 1957), deutscher Jazzpianist

### M
- Mesías Maiguashca (* 1938), ecuadorianischer Komponist
- Nicole Malangré, deutsche Musicalsängerin
- Karl Markus, deutscher Tenor
- Albrecht Maurer (* 1959), deutscher Violinist und Komponist
- Annette Maye, (* 1974), deutsche Klarinettistin und Musikwissenschaftlerin
- Cord Meijering (* 1955), niederländischer Komponist
- Stephan Meinberg, Jazztrompeter
- Peter Meven (1929–2003), deutscher Opern- und Konzertsänger
- Jesse Milliner (* 1973), deutscher Jazzkeyborder
- Franz Mittler (1893–1970), österreichischer Musiker
- Kurt Moll (1938–2017), deutscher Opernsänger
- Dirk Mommertz (* 1974), deutscher Pianist
- Sophie Moser (* 1984), deutsche Geigerin und Schauspielerin
- Harald Muenz (* 1965), deutscher Komponist
- Maki Namekawa, japanische Pianistin

### N
- Hermann Josef Nellessen (1923–2004), deutscher Komponist und Dirigent
- André Nendza (* 1968), deutscher Jazzmusiker
- Thomas Neuhoff (* 1957), deutscher Dirigent und Kirchenmusiker
- Marie-Luise Neunecker (* 1955), deutsche Hornistin und Hochschullehrerin
- Pascal Niggenkemper (* 1978), deutscher Jazzbassist und Bandleader

### O
- Dorothee Oberlinger (* 1969), deutsche Blockflötistin und Dirigentin
- Michael Obst (* 1955), deutscher Komponist und Pianist
- Wolfgang Oehms (1932–1993), deutscher Organist
- Oxana Omelchuk (* 1975), belarussische Komponistin, lebt in Deutschland
- Christiane Oelze (* 1963), deutsche Lied-, Konzert- und Opernsängerin
- Ulla Oster (* 1956), deutsche Jazzmusikerin
- Michael T. Otto (* 1969), deutscher Trompeter und Komponist

### P
- Sophie Pacini (* 1991), deutsche Pianistin
- Alfredo Perl (* 1965), chilenischer Pianist
- Norbert Walter Peters (* 1954), deutscher Komponist für Radiokunst und Musikpädagoge
- Berthold Possemeyer (* 1951), deutscher Konzertsänger
- Peter Protschka (* 1977), deutscher Jazztrompeter und Komponist
- Alexander Prushinskiy (* 1981), russischer Geiger, Konzertmeister Dortmunder Philharmoniker

### R
- Hugo Raithel (1932–2020), deutscher Komponist, Dirigent und Pianist
- Christian Ramond (* 1962), deutscher Jazzkontrabassist
- Felix Reimann (* 1964), deutscher Flötist und Dirigent
- Hans-Georg Reinertz (1952–2023), belgischer Kirchenmusiker und Flötist
- Hermann Romberg (1882–1929), deutscher Schauspieler
- Florian Ross (* 1972), deutscher Jazzpianist und Bandleader
- Thomas Rückert (* 1970), deutscher Jazzpianist
- Marius Ruhland (* 1975), deutscher Filmkomponist
- Martin Rummel (* 1974), österreichischer Cellist und Rektor der Anton Bruckner Privatuniversität
- Reinhild Runkel (* 1943), deutsche Konzert-, Oratorien- und Opernsängerin

### S
- Hans-Peter Salentin (* 1961), deutscher Jazztrompeter
- Peter Sandloff (1924–2009), deutscher Filmkomponist
- Enrique Santiago (1939–2022), spanischer Bratschist
- Hans-Dieter Saretzki (1942–2014), deutscher Gesangspädagoge
- Helga Schauerte-Maubouet (* 1957), deutsche Organistin und Musikautorin
- Olga Scheps (* 1986), Russische Pianistin
- Bernd Scherers (* 1953), deutscher Kirchenmusiker und Hochschullehrer
- Andreas Schilling (* 1957), deutscher Filmkomponist und Kontrabassist
- Bernd Schindowski (* 1947), deutscher Choreograph und Ballettdirektor
- Vincent Schirrmacher, deutscher Opernsänger asiatischer Herkunft
- Steffen Schleiermacher (* 1960), deutscher Komponist und Pianist
- Matthias Schlubeck (* 1973), deutscher Panflötist
- Dirk Schmalenbach (* 1950), deutscher Komponist und Musikproduzent*
- Irmin Schmidt (* 1937), deutscher Musiker
- Jost Schmithals (* 1959), deutscher Kirchenmusiker und Organist
- Udo Schneberger deutscher Pianist und Organist
- Bernhard Schneider (* 1967), deutscher Konzertsänger
- Michael Schneider (* 1953), deutscher Blockflötist
- Vera Schoenenberg (* 1973), deutsche Opern- und Oratoriensängerin
- Matthias Schriefl (* 1981), deutscher Jazz-Trompeter
- Jochen Schröder (1927–2023), deutscher Schauspieler
- Wilhelm Schüchter (1911–1974), deutscher Dirigent
- Eike Wilm Schulte (* 1939), deutscher Opernsänger
- Siiri Schütz (* 1974), deutsche Konzertpianistin
- Karl-Bernhard Sebon (1935–1994), deutscher Flötist
- Makoto Shinohara (1931–2024), japanischer Komponist
- Juan María Solare (* 1966), italo-argentinischer Komponist
- Margarete Sorg-Rose (* 1960), deutsche Komponistin, Dirigentin und Autorin
- Christoph Spering (* 1959), Kirchenmusiker und Dirigent
- Andrés Spiller (* 1946), argentinischer Oboist, Dirigent und Musikpädagoge
- Alexander Sputh (* 1953), deutscher Jazzmusiker
- Moritz Stahl (* 1979), deutscher Gitarrist
- Bernd Steixner (* 1961), Musicaldirigent
- Markus Stenz (* 1965), deutscher Dirigent
- Kay Stiefermann (* 1972), deutscher Opern- und Konzertsänger
- Markus Stockhausen (* 1957), deutscher Trompeter und Komponist
- Lars Michael Stransky (* 1966), deutscher Hornist
- Franz Surges (1958–2015), deutscher Komponist und Kirchenmusiker
- Ludwig Suthaus (1906–1971), deutscher Heldentenor
- Atli Heimir Sveinsson (1938–2019), isländischer Komponist und Dirigent

### T
- Andreas N. Tarkmann (* 1956), deutscher Oboist und Komponist
- Albert Thate (1903–1982), deutscher Kirchenmusiker und Komponist
- Dietrich Thomas (* 1974), deutscher Chorleiter, Jazzpianist und Musikpädagoge
- Christian Torkewitz (* 1975), deutscher Jazzsaxophonist, -klarinettist, -flötist und -pianist
- Hildegund Treiber (* 1959), deutsche Organistin
- Marioara Trifan (* 1950), US-amerikanische Pianistin und Dirigentin
- Johannes Trümpler (* 1981), deutscher Organist
- Manos Tsangaris (* 1956), deutscher Komponist
- Rosemarie Tüpker (* 1952), deutsche Musiktherapeutin und Musikwissenschaftlerin

### V
- Nicolao Valiensi (* 1966), italienischer Jazzposaunist
- Carlos Veerhoff (1926–2011), deutsch-argentinischer Komponist von E-Musik
- Michael Villmow (* 1956), deutscher Jazzsaxophonist und Komponist
- Claude Vivier (1948–1983), kanadischer Komponist
- Joachim Vogelsänger (* 1958), deutscher Kirchenmusiker und Cembalist
- Roland Vossebrecker (* 1965), deutscher Komponist und Pianist

### W
- Graham Waterhouse (* 1962), britischer Komponist und Cellist
- Julian Wasserfuhr (* 1987), deutscher Jazztrompeter
- Heinrich Weber (1901–1970), deutscher Organist und Komponist
- Walburga Wegner (1908–1993), deutsche Opernsängerin
- Grete Wehmeyer (1924–2011), deutsche Pianistin und Musikwissenschaftlerin
- Eberhard Werdin (1911–1991), deutscher Komponist und Musikpädagoge
- Stefan Werni (1967–2024), deutscher Kontrabassist
- Eckhard Weymann (* 1953), deutscher Musikpädagoge und Musiktherapeut
- Florian Wiek (* 1972), deutscher Pianist
- Judith Williams (* 1971), deutsch-amerikanische Unternehmerin, Fernsehmoderatorin, Opernsängerin
- Jörn W. Wilsing (1940–2010), deutscher Opernsänger
- Bernd Winterschladen (* 1960), deutscher Jazzmusiker
- Paul Wißkirchen (1936–2003), deutscher Kirchenmusiker und Konzertorganist
- Reiner Witzel (* 1967), deutscher Jazzmusiker

### Y
- Aya Yoshida (* 1971), deutsche Organistin

### Z
- Chanyuan Zhao (* 1979), chinesische Guzheng-Virtuosin und Harfenistin
- Bernd Alois Zimmermann (1918–1970), deutscher Komponist
- Renate Zimmermann (* 1936), deutsche Organistin
- Joachim Zoepf (* 1955), deutscher Jazz-Saxophonist und -Klarinettist
- Albrecht Zummach (* 1957), deutscher Komponist und Gitarrist